# Montaldo di Mondovì
Montaldo di Mondovì là một đô thị tại tỉnh Cuneo trong vùng Piedmont của Italia, vị trí cách khoảng 80 km về phía nam của Torino và khoảng 25 km về phía đông nam của Cuneo. Tại thời điểm ngày 31 tháng 12 năm 2004, đô thị này có dân số 599 người và diện tích 23,8 km².
Montaldo di Mondovì giáp các đô thị: Frabosa Soprana, Monastero di Vasco, Roburent, Torre Mondovì và Vicoforte.